# Visera (armadura)

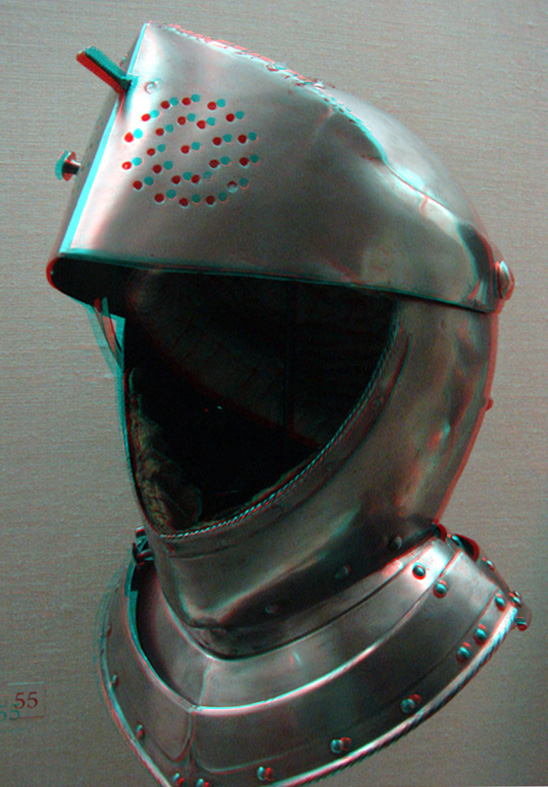
Yelmo con visera levantada

Se le llama visera a la parte móvil y la más importante del yelmo o casco, destinada a cubrir la cara del guerrero durante la pelea, que se levantaba cuando había necesidad de tomar el aire y examinar mejor los objetos. 
En la Edad Media se componía de tres partes: 
- la visera propiamente dicha, en la cual había agujeros o hendeduras para proporcionar el paso libre del aire y facilitar la visión: esta parte defendía los ojos
- el nasal
- la ventalla

La visera es una invención muy antigua pues se ve en los cascos de los griegos y de los etruscos así como en los usados en el siglo X y sucesivos.